# Dolní Němčice
Dolní Němčice (německy Unter Niemtschitz) jsou vesnice, část města Dačice v okrese Jindřichův Hradec v Jihočeském kraji. Nachází se asi 3,5 kilometru severozápadně od Dačic. Dolní Němčice je také název katastrálního území o rozloze 6,16 km².

## Historie
První písemná zmínka o vesnici pochází z roku 1366.

## Obyvatelstvo
| Rok            | 1869 | 1880 | 1890 | 1900 | 1910 | 1921 | 1930 | 1950 | 1961 | 1970 | 1980 | 1991 | 2001 | 2011 | 2021 |
| -------------- | ---- | ---- | ---- | ---- | ---- | ---- | ---- | ---- | ---- | ---- | ---- | ---- | ---- | ---- | ---- |
| Počet obyvatel | 352  | 360  | 388  | 405  | 392  | 339  | 336  | 271  | 302  | 273  | 296  | 350  | 359  | 324  | 318  |
| Počet domů     | 59   | 60   | 62   | 64   | 63   | 63   | 73   | 79   | 72   | 71   | 75   | 97   | 99   | 103  | 105  |

## Obecní správa
Při sčítání lidu v letech 1850–1979 Dolní Němčice byly samostatnou obcí, se kterým patřily nejprve do okresu Dačice, ale od roku 1960 v okrese Jindřichův Hradec. Od 1. ledna 1980 je částí města Dačice v okrese Jindřichův Hradec. V letech 1964–1979 k obci patřily Hostkovice.

## Osobnosti
- František Skokan (1912–1950), československý důstojník, generálmajor in memoriam, popraven komunistickým režimem, posmrtně rehabilitován
- Vladislav Navrátil (1942–2022), fyzik a pedagog